# Catoferia
Catoferia  é um gênero botânico da família Lamiaceae.

## Espécies
- Catoferia capitata
- Catoferia chiapensis
- Catoferia martinezii
- Catoferia spicata

## Nome e referências
Catoferia (Bentham) Bentham, 1876